# Ocotea indecora
Ocotea indecora là loài thực vật có hoa trong họ Nguyệt quế. Loài này được (Schott) Mez miêu tả khoa học đầu tiên năm 1889.